# 溫德拉敏宮
溫德拉敏宮（義大利語：Ca' Vendramin Calergi）是義大利城市威尼斯的一座建築。溫德拉敏宮位於卡納雷吉歐區。該建築層數許多名人的家，也是理察·華格納去世的地方。現在溫德拉敏宮的建築內有威尼斯賭場和華格納博物館。

## 外部連結
- Casinò di Venezia / Venice Casino
- Wagner Museum
- Ca' Vendramin Calergi （页面存档备份，存于）: History, photographs, and a virtual tour